# La Ferté-Hauterive
 La Ferté-Hauterive  là một xã ở tỉnh Allier thuộc miền trung nước Pháp.